# Camelus moreli
El camello sirio (Camelus moreli) es una especie extinta de camello de Siria. Fue descubierto en el área de Hummal en el desierto sirio occidental. Existió hace 100 000 años, y medía hasta 3 metros a la altura del hombro, y 4 metros de alto en general. El primero de los fósiles fue descubierto a fines de 2005 y varios más fueron descubiertos en el año siguiente. El nuevo camélido fue encontrado junto con restos humanos del Paleolítico medio.